# Raimondas Kuodis
Raimondas Kuodis (* 1. August 1971 in Vilnius) ist ein litauischer Wirtschaftswissenschaftler, Professor und Politiker, Seimas-Mitglied. 

## Leben
Nach dem Abitur 1989 an der 15. Mittelschule Vilnius in Žvėrynas absolvierte Kuodis von 1989 bis 1994 das Diplomstudium der   Wirtschaftskybernetik und Politikwissenschaft an der Fakultät für Wirtschaft der Universität Vilnius (VU).
Von 1995 bis 1996 war er Beamter am Wirtschaftsministerium Litauens. Seit 1996 arbeitet Kuodis bei Lietuvos bankas. Seit 2001 ist er Vorstandsmitglied und seit 2011 stellvertretender Vorsitzender der Lietuvos bankas.
Seit 1998 lehrt Kuodis an der VU. Er ist Dozent an der Technischen Universität in Kaunas. Ab 2005 war er Vorstandsmitglied von „Euro Baltic Centres of Excellence“. Seit 2024 ist er Mitglied im 14. Seimas. 